# Приключенията на Сара Джейн
Приключенията на Сара Джейн е британски научнофантастичен сериал, продуциран от ББС Уелс за СББС, създаден от Ръсел Дейвис и с участието на Елизабет Слейдън.
Шоуто е спин-офф от друг научнофантастичен сериал – Доктор Кой и се съсредоточава върху приключенията на разследващата журналистка и бивша придружителка на Доктора, Сара Джейн Смит. Излъчени са 3 сезона, като 4 и 5 ще бъдат излъчени съответно през 2010 и 2011.

## Герои

### Сара Джейн
Героинята Сара Джейн, изиграна от Слейдън, се появява в Доктор Кой от '73 до '76 година като придружителка на Третия и Четвъртия Доктор.

### К-9
К-9(или често просто К9) е метално куче, което за първи път се появява в Невидимия Враг, история от Доктор Кой, има и собствени серии, „К-9“, заснети от Дисни Ченъл.

### Мария
Мария Джаксън е тийнейджърка, която, заедно с другите от екипа, се среща с извънземните посетители на Земята.

### Люк
Люк Смит, или Архитекта, е създаден от Бейн. В деня на „раждането“ си, той среща Мария Джаксън и ѝ помага да осуети плановете на създателите му. След това Сара Джейн му дава името Люк Смит.

### Клайд
Клайд Лейнгър е съученик на героите, и когато случайно става свидетел на тяхното спречкване с извънземните, се присъединява към екипа.

### Рани
Рани Чандра се нанася в къщата на Мария и така заема нейното място в екипа, когато Мария се премества в Америка.

## Епизоди

### Сезон 1

#### Нашествието на Бейн
Разследващия журналист Сара Джейн Смит, заедно със съседката ѝ, Мария Джаксън, се изправят срещу Госпожа Лурмлуд, шефката на компания, произвеждаща пристрастяваща напитка наречена "Балонен Шок!".

#### Отмъщението на Слитина
В първата история от първия сезон на сериала, Сара Джейн ще се изправи срещу добре познатия враг на Доктора – Слитините...

#### Войни от Кудлак
Тийнейджъри изчезват и всички от тях са посетили Комбат 300, нова лазерна игрална зала. Когато Люк и Клайд отиват в залата да играят, те също изчезват. Сара Джейн и Мария се опитват да разследват, но Кудлак, управителя, им пречи.